# Halloween (franquia)
Halloween é uma franquia americana de mídia slasher que consiste em treze filmes, além de livros, histórias em quadrinhos, um videogame e outros produtos. Os filmes se concentram principalmente em Michael Myers, que foi internado em um sanatório quando criança pelo assassinato de sua irmã, Judith Myers. Quinze anos depois, ele foge para perseguir e matar as pessoas da cidade fictícia de Haddonfield em Illinois. Os assassinatos de Michael ocorrem no feriado do Dia das Bruxas, no qual todos os filmes acontecem principalmente. O Halloween original, lançado em 1978, foi escrito por John Carpenter e Debra Hill — diretor e a produtora do filme, respectivamente. O filme, inspirado em Psycho de Alfred Hitchcock e Black Christmas de Bob Clark, é conhecido por ter inspirado uma longa linha de filmes de terror.
Doze filmes se seguiram desde que o original de 1978 foi lançado. Michael Myers é o antagonista em todos os filmes, com exceção de Halloween III: Season of the Witch, uma história sem conexão direta com nenhum outro filme da série. Em 2007, o escritor e diretor Rob Zombie criou um remake do filme de 1978. Uma sequência do filme de 2007 foi lançada dois anos depois. Uma sequência direta do filme original, que ignora todas as sequências anteriores, foi lançada em 2018. Sua sequência, Halloween Kills, foi lançada em 2021 terminando com Halloween Ends, lançada em 14 de outubro de 2022.
A franquia é notável por suas múltiplas linhas do tempo, continuidades, remakes e reinicializações, o que pode torná-la confusa para novos espectadores. Scott Mendelson, da Forbes, chamou-a de "Escolha sua própria aventura" das franquias de filmes de terror. Os filmes coletivamente arrecadaram mais de US$ 773 milhões nas bilheterias mundiais. A série de filmes está classificada em primeiro lugar nas bilheterias dos Estados Unidos — em dólares ajustados de 2018 — quando comparada a outras franquias de filmes de terror americanos. O filme original foi aclamado pela crítica, enquanto o filme de 2018 recebeu críticas positivas. Os outros filmes receberam críticas mistas ou negativas dos críticos.

## Filmes
| Filme                                     | Data de lançamento     | Diretor(es)              | Roteirista(s)                                                      | Produtor(es)                         |
| ----------------------------------------- | ---------------------- | ------------------------ | ------------------------------------------------------------------ | ------------------------------------ |
| Halloween                                 | 25 de outubro de 1978  | John Carpenter           | John Carpenter e Debra Hill                                        | Debra Hill                           |
| Halloween II                              | 30 de outubro de 1981  | Rick Rosenthal           | John Carpenter e Debra Hill                                        | Debra Hill e John Carpenter          |
| Halloween III: Season of the Witch        | 22 de outubro de 1982  | Tommy Lee Wallace        | Tommy Lee Wallace                                                  | Debra Hill e John Carpenter          |
| Halloween 4: The Return of Michael Myers  | 21 de outubro de 1988  | Dwight H. Little         | Dhani Lipsius, Larry Rattner, Benjamin Ruffner e Alan B. McElroy   | Paul Freeman                         |
| Halloween 5: The Revenge of Michael Myers | 13 de outubro de 1989  | Dominique Othenin-Girard | Michael Jacobs, Dominique Othenin-Girard e Shem Bitterman          | Ramsey Thomas                        |
| Halloween: The Curse of Michael Myers     | 29 de setembro de 1995 | Joe Chappelle            | Daniel Farrands                                                    | Paul Freeman                         |
| Halloween H20: 20 Years Later             | 05 de agosto de 1998   | Steve Miner              | Robert Zappia e Matt Greenberg                                     | Paul Freeman                         |
| Halloween: Resurrection                   | 12 de julho de 2002    | Rick Rosenthal           | Larry Brand e Sean Hood                                            | Paul Freeman                         |
| Halloween                                 | 31 de agosto de 2007   | Rob Zombie               | Rob Zombie                                                         | Malek Akkad, Andy Gould e Rob Zombie |
| Halloween II                              | 28 de agosto de 2009   | Rob Zombie               | Rob Zombie                                                         | Malek Akkad, Andy Gould e Rob Zombie |
| Halloween                                 | 19 de outubro de 2018  | David Gordon Green       | Jeff Fradley, Danny McBride e David Gordon Green                   | Malek Akkad, Jason Blum e Bill Block |
| Halloween Kills                           | 15 de outubro de 2021  | David Gordon Green       | Scott Teems, Danny McBride e David Gordon Green                    | Malek Akkad, Jason Blum e Bill Block |
| Halloween Ends                            | 14 de outubro de 2022  | David Gordon Green       | Paul Brad Logan, Chris Bernier, Danny McBride e David Gordon Green | Malek Akkad, Jason Blum e Bill Block |

### Visão geral

Um infográfico ilustrando a continuidade entre os filmes de Halloween.

Descrito por Scott Mendelson da Forbes como "Escolha sua própria aventura" das franquias de filmes de terror, a franquia é notável por suas múltiplas linhas do tempo, continuidades, remakes e reinicializações, o que pode confundir novos espectadores, muitas vezes levando a artigos explicando os filmes anteriores antes de cada novo lançamento.

### Halloween(1978)
Halloween (1978), co-escrito por John Carpenter e Debra Hill e dirigido por Carpenter, conta a história de Michael Myers enquanto ele persegue e mata babás adolescentes na noite do Dia das Bruxas. O filme começa com Michael (Will Sandin), de seis anos, matando sua irmã mais velha Judith (Sandy Johnson) na noite de Dia das Bruxas de 1963 na cidade fictícia de Haddonfield em Illinois. Ele é posteriormente hospitalizado no Smith's Grove Sanitarium de Warren County. Quinze anos depois, Michael (Nick Castle) foge de Smith's Grove e volta para sua cidade natal enquanto é perseguido por seu psiquiatra, Dr. Sam Loomis (Donald Pleasence). Michael persegue a estudante do ensino médio Laurie Strode (Jamie Lee Curtis) e seus amigos enquanto eles cuidam de crianças. Assassinando os amigos de Laurie, Michael finalmente ataca a própria Laurie, mas ela consegue afastá-lo por tempo suficiente para Loomis salvá-la. Loomis atira em Michael de uma sacada, mas quando Loomis vai verificar o corpo de Michael, ele descobre que ele sumiu.

### Halloween II(1981)
Halloween II (1981) começa de onde os eventos do Halloween pararam. Michael (Dick Warlock) segue Laurie até o hospital local, matando todos que se interpõem entre eles. A história revela que Laurie é na verdade irmã de Michael: ela foi dada para adoção quando criança. Depois que Michael persegue Laurie por todo o hospital e escapa por pouco dele no estacionamento, Michael encurrala Loomis e Laurie em uma sala de cirurgia, onde Loomis causa uma explosão enquanto Laurie escapa. Michael, envolto em chamas, tropeça para fora da sala antes de finalmente cair morto.

### Halloween III: Season of the Witch(1982)
Halloween III: Season of the Witch (1982) foi uma tentativa de redirecionar a franquia Halloween para uma série antológica; Season of the Witch não segue a continuidade dos dois filmes anteriores, apresentando-as como filmes de ficção dentro de sua narrativa. Esta sequência segue a história do Dr. Dan Challis (Tom Atkins) enquanto ele tenta resolver o misterioso assassinato de um paciente em seu hospital. Acompanhado pela filha do paciente, Ellie (Stacey Nelkin), ele viaja para a pequena cidade de Santa Mira na Califórnia. A dupla descobre que Silver Shamrock Novelties, uma empresa dirigida por Conal Cochran (Dan O'Herlihy), está tentando usar os poderes místicos das rochas de Stonehenge para ressuscitar a antiga feiticeira do festival Céltico, Samhain. Cochran está usando suas máscaras de Silver Shamrock do Dia das Bruxas para atingir seu objetivo: matar todas as crianças usando suas máscaras enquanto assistem a um comercial especial de Silver Shamrock no ar na noite de Dia das Bruxas. Depois de destruir Cochran e seus capangas, Challis tenta desesperadamente convencer os gerentes de uma rede de televisão a não exibir o comercial. O filme termina com Challis gritando para não exibirem o comercial.

### Halloween 4: The Return of Michael Myers(1988)
Halloween 4: The Return of Michael Myers (1988), como o título sugere, apresenta o retorno de Michael Myers (George P. Wilbur) à série de filmes. É revelado que Michael está em estado de coma há dez anos desde a explosão no Halloween II. Ao ser transferido de volta para Smith's Grove Sanitarium, Michael acorda ao ouvir que Laurie Strode, que morreu em um acidente de carro, tem uma filha, Jamie Lloyd (Danielle Harris). Michael foge e segue para Haddonfield em busca de sua sobrinha, enquanto o Dr. Loomis o persegue mais uma vez depois de saber que ele escapou durante a transferência. Eventualmente, a polícia rastreia Michael e atira nele várias vezes antes que ele caia em um poço de mina.

### Halloween 5: The Revenge of Michael Myers(1989)
Halloween 5: The Revenge of Michael Myers (1989) começa exatamente onde o filme anterior termina e tem Michael (Don Shanks) sobrevivendo aos tiros e à queda na mina; ele se depara com um eremita que o enfaixa. Um ano depois, e mostrando sinais de uma conexão psíquica com Jamie, Michael a rastreia até uma clínica local de saúde mental infantil. Usando Jamie como isca, Loomis consegue capturar Michael. O filme termina com Michael sendo levado sob custódia da polícia, apenas para ser libertado da prisão por um estranho misterioso, todo vestido de preto (cujas botas pretas foram mostradas ao longo de todo o filme).

### Halloween: The Curse of Michael Myers(1995)
Halloween: The Curse of Michael Myers (1995) retoma a história seis anos após os eventos de The Revenge of Michael Myers. O misterioso estranho que tirou Michael da prisão também sequestrou Jamie Lloyd (J. C. Brandy). Jamie, tendo sido mantida em cativeiro pelo homem de preto, dá à luz um menino com quem ela foge, enquanto Michael (George P. Wilbur) os persegue. Michael mata Jamie e continua procurando por seu bebê; a criança é encontrada por Tommy Doyle (Paul Rudd) — o menino que foi babá de Laurie Strode no primeiro filme — que a traz para casa por segurança. É revelado que Michael é controlado pela Maldição de Thorn, que obriga uma pessoa a matar toda a sua família para salvar toda a civilização. O misterioso estranho é revelado como colega do Dr. Loomis, Dr. Wynn (Mitchell Ryan), que faz parte de um grupo de pessoas que protegem o indivíduo escolhido para que ele cumpra sua tarefa. Com a ajuda de Kara Strode (Marianne Hagan), prima adotiva de Laurie, Tommy mantém a criança longe de Michael, que mata Wynn e seus seguidores. Michael é finalmente parado por Tommy, que o injeta com grandes quantidades de tranquilizantes dentro do Smith's Grove Sanitarium antes de escapar.

### Halloween H20: 20 Years Later(1998)
Halloween H20: 20 Years Later (1998) ignora os eventos que acontecem após o segundo filme e abre vinte anos após os eventos dos dois primeiros filmes e estabelece que Michael Myers (Chris Durand) está desaparecido desde a explosão em 1978. Laurie Strode (Curtis) fingiu sua própria morte para que ela pudesse se esconder de seu irmão. Agora trabalhando como diretora de uma escola particular sob o nome de Keri Tate, Laurie continua a viver com medo do retorno de Michael. Seu filho, John (Josh Hartnett), frequenta a escola onde ela leciona. O medo de Laurie se torna realidade quando Michael aparece na escola e começa a matar os amigos de John. Laurie consegue colocar John e sua namorada (Michelle Williams) em segurança, mas decide enfrentar Michael de uma vez por todas. Laurie decapita Michael com um machado de incêndio, finalmente matando-o.

### Halloween: Resurrection(2002)
Halloween: Resurrection (2002) começa três anos após H20 e revela que Michael trocou de roupa com um paramédico — esmagando a laringe do paramédico para que ele não pudesse falar — e foi quem Laurie matou. Laurie está internada em uma instituição mental, onde Michael (Brad Loree) aparece. Ele mata Laurie e volta para a casa de sua família em Haddonfield, mas encontra um grupo de estudantes universitários filmando um reality show para a internet. Michael começa a matar todos, até ser eletrocutado pela única aluna sobrevivente, Sara Moyer (Bianca Kajlich), e o criador do programa, Freddie Harris (Busta Rhymes). O corpo de Michael e os corpos de suas vítimas são levados para o necrotério. Quando o médico legista começa a inspecionar o corpo de Michael, ele subitamente acorda.

### Halloween(2007)
Halloween (2007), um remake do filme original, enfoca os eventos que levaram Michael Myers (Daeg Faerch) a matar sua família. Também identifica Laurie como a irmã de Michael desde o início, algo que não foi feito no filme original de 1978. No Dia das Bruxas, Michael mata um valentão da escola, sua irmã mais velha e o namorado dela, assim como o namorado de sua mãe. Preso no Smith's Grove Sanitarium, Michael se isola de todos. A mãe de Michael, Deborah (Sheri Moon Zombie), comete suicídio por culpa. Quinze anos depois, Michael (Tyler Mane) escapa e segue para Haddonfield para encontrar sua irmã mais nova, com seu psiquiatra Dr. Loomis (Malcolm McDowell) o perseguindo. Michael encontra sua irmã morando com a família Strode e atendendo pelo nome de Laurie (Scout Taylor-Compton). Depois de matar quase todos os seus amigos e familiares, Michael então sequestra Laurie e tenta explicar a ela que ele é seu irmão por meio de uma foto que ele guardou de si mesmo quando criança. Incapaz de entender, Laurie revida e eventualmente usa a arma de Loomis para atirar na cabeça de Michael. Laurie grita de horror enquanto os créditos rolam.

### Halloween II(2009)
Halloween II (2009), uma sequência do remake, começa exatamente onde o filme anterior termina e avança um ano. Aqui, Michael é dado como morto, mas ressurge depois que uma visão de sua falecida mãe o informa que ele deve perseguir a Laurie para que eles possam "voltar para casa" juntos. No filme, Michael e Laurie têm uma ligação mental, com os dois compartilhando visões de sua mãe. Também é revelado que o nome original de Laurie é Angel Myers. Durante o clímax do filme, Laurie mata Michael apunhalando-o repetidamente no peito e no rosto com sua própria faca. A cena final sugere que ela assumiu a psicose de seu irmão ao colocar a máscara dele e ser internada em um asilo, tendo alucinações da sua mãe andando com um cavalo branco.

### Halloween(2018)
Halloween (2018) é uma sequência direta do filme original, ignorando a relação entre irmãos e outras continuidades estabelecidas nas sequências anteriores. Michael (James Jude Courtney), que foi preso em 1978, passou quarenta anos no Smith's Grove Sanitarium. Durante uma transferência para a prisão na noite anterior ao Dia das Bruxas, Michael consegue escapar do ônibus depois que ele bate e retorna a Haddonfield para outra matança. Depois que Michael mata seu psicólogo enlouquecido, que o levou para a casa de Laurie (Curtis), ele se envolve em um confronto com ela, sua filha Karen (Judy Greer) e sua neta Allyson (Andi Matichak). O trio acabou prendendo-o na casa dela, que elas incendiaram.

### Halloween Kills(2021)
Halloween Kills (2021) ocorre imediatamente após seu antecessor, com os bombeiros chegando à casa em chamas, libertando Myers (Courtney) involuntariamente para continuar sua matança. Laurie (Curtis) é levada ao hospital com ferimentos graves. Karen fica para trás com Laurie enquanto Allyson (Greer) se junta a uma multidão que persegue Michael. Ele mata toda a multidão, exceto Allyson (Matichak). O filme termina com Michael esfaqueando Karen até a morte.

### Halloween Ends(2022)
Halloween Ends (2022) começa quatro anos depois de Kills e mostra Laurie Strode (Curtis) se recuperando dos eventos da fúria de Michael (Courtney) ao se mudar para uma nova casa com Allyson e escrever um livro de memórias. O filme se concentra em Corey Cunningham (Rohan Campbell), um ex-babá que ficou marcado por matar acidentalmente o garoto que estava cuidando e torná-lo um rejeitado social. Laurie, que protege Corey de um grupo de alunos do ensino médio, o apresenta a Allyson (Matichak) e eles imediatamente desenvolvem sentimentos um pelo outro. Corey encontra Michael Myers nos esgotos, terminando com seus olhos se encontrando e Myers o deixando ir. Isso envia Corey em uma onda de assassinatos, com Laurie rastreando-o e tentando convencer Allyson a terminar seu relacionamento. No Dia das Bruxas, depois de fazer planos para fugir da cidade com Allyson, Corey rouba a máscara de Myers em uma briga e parte em uma missão para matar todos que o desrespeitaram. Depois de uma briga, Allyson abandona Laurie em um ataque de raiva, e Corey foge para sua casa com a intenção de matar Laurie. Ela se defende atirando nele, mas Corey se apunhala no pescoço para incriminar Laurie por sua morte. Michael retorna para pegar sua máscara, matando Corey quebrando seu pescoço, e luta contra Laurie em um confronto final na cozinha. Allyson retorna para ajudar sua avó, e Laurie leva a melhor antes de cortar a garganta de Myers. A cidade se reúne para jogá-lo em um triturador industrial, acabando com seu reinado de terror em Haddonfield para sempre.

### Desenvolvimento
Depois de ver o filme Assault on Precinct 13 (1976) de John Carpenter no Festival de Cinema de Milão, o produtor de cinema independente Irwin Yablans e o financista Moustapha Akkad procuraram Carpenter para dirigir para eles um filme sobre um assassino psicótico perseguindo babás. Carpenter e Debra Hill começaram a esboçar uma história intitulada The Babysitter Murders, mas o título foi mudado a pedido de Yablans, sugerindo que o cenário fosse mudado para a noite de Dia das Bruxas, e nomeando-o Halloween em seu lugar. Moustapha Akkad pagou os US$ 300.000 para o orçamento do filme, embora estivesse preocupado com o cronograma apertado, o baixo orçamento e a experiência limitada de Carpenter como cineasta. Ele finalmente decidiu financiar o filme depois que Carpenter retransmitiu o filme inteiro para Akkad, "de uma forma cheia de suspense, quase quadro a quadro", e optou por não receber nenhum salário pela direção do filme. O baixo orçamento forçou o guarda-roupa e os adereços a serem criados a partir de itens disponíveis ou que pudessem ser comprados de forma barata, incluindo a máscara de marca registrada usada por Michael Myers ao longo do filme. O diretor de designer de produção, diretor de arte, produtor de locação e co-editor Tommy Lee Wallace criaram a máscara de Michael a partir de uma máscara de Dia das Bruxas do ator William Shatner, comprada por US$ 1,98. O orçamento limitado também ditou o local de filmagem e cronograma. Halloween foi filmado em 21 dias na primavera de 1978, principalmente em South Pasadena, Califórnia. Uma casa abandonada de propriedade de uma igreja era a casa de Myers. Duas casas na Orange Grove Avenue em Hollywood foram usadas para o clímax do filme.

Investigamos uma série de processos 3-D... mas eles eram muito caros para este projeto em particular. Além disso, a maioria dos projetos que fazemos envolve muitas filmagens noturnas – o mal espreita à noite. É difícil fazer isso em 3-D.

— Debra Hill (escritora/produtora) sobre colocar Halloween II em 3-D.
Após o sucesso do Halloween, Yablans e Akkad começaram a trabalhar no Halloween II. Houve uma discussão inicial sobre filmar em 3D, mas a ideia nunca se concretizou. Depois que Halloween II foi lançado, Carpenter e Hill foram abordados sobre a criação de um terceiro filme, mas relutaram em prometer compromisso. A dupla concordou em participar do novo projeto apenas se não fosse uma sequência direta de Halloween II, o que significava nenhum Michael Myers. A maior parte das filmagens de Halloween III: Season of the Witch ocorreu na pequena cidade costeira de Loleta, no Condado de Humboldt, Califórnia. Familiar Foods, uma fábrica de engarrafamento de leite, serviu como fábrica da Silver Shamrock Novelties, mas todos os efeitos especiais envolvendo fogo, fumaça e explosões foram filmados no Post Studios.
Depois que Halloween III foi lançado, Michael Myers foi trazido de volta com Halloween 4: The Return of Michael Myers (1988), onde permaneceu pelo restante da franquia. Mais quatro sequências se seguiriam, entre 1989 e 2002, antes que a série fizesse uma pausa de cinco anos. Em 4 de junho de 2006, a Dimension Films anunciou que Rob Zombie, diretor de House of 1000 Corpses e The Devil's Rejects, criaria o próximo filme de Halloween. Bob Weinstein abordou Rob Zombie sobre como fazer o filme, e Zombie, que era fã do Halloween original e amigo de John Carpenter, agarrou a chance de fazer um filme de Halloween para a Dimension Films. Antes que a Dimension tornasse a notícia pública, Zombie se sentiu obrigado a informar John Carpenter, por respeito, sobre os planos de refazer seu filme. O pedido de Carpenter era que Zombie "tornasse seu [filme]". O filme de Zombie combinaria os elementos de prequel e remake com o conceito original, com conteúdo original considerável no novo filme. Zombie também queria reinventar o personagem, pois sentia que Michael, junto com Freddy Krueger, Jason Voorhees e Pinhead, haviam se tornado muito familiares para o público e, como resultado, menos assustadores. Zombie mergulhou mais fundo na mitologia de Michael Myers. A máscara de Michael recebeu até mesmo sua própria história para fornecer uma explicação de por que ele a usa, em vez de fazer o personagem simplesmente roubar uma máscara aleatória de uma loja de ferragens, como no filme original. Zombie queria aproximar Michael do que um psicopata realmente é, e queria que a máscara fosse uma maneira de Michael se esconder.
Em 2008, uma continuação do remake de 2007 foi anunciada, com os cineastas franceses Julien Maury e Alexandre Bustillo em negociações para dirigir. Em vez disso, Zombie se resignou a escrever e dirigir a sequência, com o filme ocorrendo logo após o final de seu remake. Em uma entrevista, Zombie expressou como a exaustão de criar o primeiro Halloween o fez não querer voltar para uma sequência, mas após um ano de esfriamento ele estava mais aberto à ideia. O escritor/diretor explica que com a sequência, ele não estava mais preso a um sentimento de necessidade de reter qualquer "estilo John Carpenter", já que ele agora poderia fazer "tudo o que [ele] quiser fazer". Em vez de se concentrar em Michael, Zombie optou por olhar mais para as consequências psicológicas de Laurie após os eventos do remake. Como Zombie explica, depois que Michael assassinou seus amigos e familiares, Laurie se tornou um "desastre", que afunda continuamente conforme o filme avança. Rob Zombie recusou-se a retornar para filmar a segunda sequência do remake de 2007. A segunda sequência, Halloween 3D, foi cancelada em 2012.
Um novo esforço para fazer um filme de Halloween, Halloween Returns, foi tentado em 2015, não relacionado aos filmes de Rob Zombie. Isso acabou falhando e foi cancelado quando a Dimension Films perdeu os direitos de Halloween. Em 23 de maio de 2016, foi relatado que a Miramax e a Blumhouse Productions estavam desenvolvendo um novo filme, que iriam co-financiar. Em 9 de fevereiro de 2017, John Carpenter anunciou que um novo filme de Halloween seria escrito por David Gordon Green e Danny McBride e dirigido por Green. O filme será uma sequência direta do Halloween original e ignorará todas as sequências anteriores. Jamie Lee Curtis confirmou que iria reprisar seu papel como Laurie Strode, e Judy Greer entrou em negociações para interpretar a filha de Laurie, Karen Strode. Andi Matichak assinou contrato para interpretar a filha de Karen Strode e neta de Laurie. O filme foi distribuído pela Universal Pictures, seu primeiro envolvimento na franquia desde a distribuição de Halloween III: Season of the Witch, de 1982. John Carpenter voltou a fazer a trilha sonora do filme, dizendo: "Vou consultar o diretor para ver o que ele sente. Posso criar uma nova trilha sonora, podemos atualizar a trilha sonora antiga e ampliá-la ou podemos combinar essas duas coisas. Terei que ver o filme para ver o que ele requer." Nick Castle reprisou seu papel como Michael Myers. As filmagens começaram em 13 de janeiro de 2018, terminando em 19 de fevereiro. O filme foi lançado em 19 de outubro de 2018.
Em junho de 2019, duas sequências foram anunciadas para o filme de 2018, com Green retornando para escrever o roteiro e dirigir e Curtis, Greer e Matichak reprisando seus papéis. Os títulos e as datas de lançamento de duas sequências foram anunciados como Halloween Kills, com lançamento previsto para 16 de outubro de 2020, e Halloween Ends, com lançamento previsto para 15 de outubro de 2021. Teems foi confirmado como co-escritor de Halloween Kills, enquanto Paul Brad Logan e Chris Bernier foram anunciados para co-escrever Halloween Ends. No entanto, devido às preocupações com a pandemia de COVID-19, ambos os filmes foram adiados, com Halloween Kills lançado em 15 de outubro de 2021 e Halloween Ends lançado em 14 de outubro de 2022.

### Música
John Carpenter compôs a música para os três primeiros filmes. Para o Halloween, Carpenter escolheu usar uma melodia de piano tocada em um ritmo 5/4 em vez de uma trilha sonora sinfônica. O crítico James Berardinelli chama a partitura de "relativamente simples e pouco sofisticada", mas admite que "a música do Halloween é um de seus bens mais fortes". Carpenter afirmou em uma entrevista: "Posso tocar praticamente qualquer teclado, mas não consigo ler ou escrever uma nota." Nos créditos finais, Carpenter se apresenta como a "Orquestra de Bowling Green" por interpretar a trilha sonora do filme, mas recebeu ajuda do compositor Dan Wyman, professor de música da San Jose State University.
A trilha sonora de Halloween II é uma variação das composições de John Carpenter do primeiro filme, particularmente a familiar melodia de piano do tema principal tocada. A partitura foi executada em um órgão sintetizador em vez do piano usado para o Halloween. Um crítico da BBC descreveu a partitura revisada como tendo "um toque mais gótico". O crítico afirmou que "não soa tão bem quanto a peça original", mas "ainda continua sendo uma peça musical clássica".
A música continuou sendo um elemento importante no estabelecimento da atmosfera do Halloween III. Assim como em Halloween e Halloween II, não havia partitura sinfônica. Grande parte da música foi composta para provocar "falsos jumpscares" do público. A trilha sonora foi composta por John Carpenter e Alan Howarth, que também trabalharam na trilha sonora de Halloween II. A trilha sonora de Halloween III diferia muito do familiar tema principal do original e de sua primeira sequência. Carpenter substituiu a familiar melodia do piano por um tema eletrônico mais lento tocado em um sintetizador com toques e tonalidades. Howarth explica como ele e Carpenter compuseram a música para o terceiro filme:
O estilo musical de John Carpenter e o meu evoluíram ainda mais na trilha sonora deste filme, trabalhando exclusivamente com sintetizadores para produzir nossa música. Isso levou a uma certa rotina processual. O filme é primeiro transferido para uma fita de vídeo codificada por tempo e sincronizado com um gravador de áudio mestre de 24 trilhas; então, enquanto assistimos ao filme, compomos a música para essas imagens visuais. Todo o processo é bastante rápido e tem 'gratificação instantânea', permitindo avaliar a pontuação em sincronia com a imagem. Este é um bem inestimável.
Após a saída de Carpenter da série, Howarth permaneceria a bordo como o único compositor para as próximas duas sequências, e também atuou como compositor principal em Halloween: The Curse of Michael Myers, com Paul Rabjohns fornecendo música adicional quando a edição inicial do o filme foi substancialmente refilmado. Enquanto Halloween H20 credita John Ottman como seu único compositor, na realidade a maior parte da trilha sonora foi fornecida por Marco Beltrami, compositor de Scream, usando uma mistura de música daquele filme e algumas notas originais escritas por Beltrami, depois que os produtores não gostaram da trilha sonora de Ottman. Danny Lux forneceu a trilha sonora para Halloween: Resurrection, enquanto Tyler Bates compôs as trilhas sonoras para o remake do Halloween de 2007 e sua sequência de 2009.

### Bilheteria
A franquia Halloween, quando comparada com as outras franquias de terror americanas de maior bilheteria — A Nightmare on Elm Street, Child's Play, Friday the 13th, as franquias de Hannibal Lecter, Psycho, Saw, Scream e The Texas Chainsaw Massacre — e ajustando para a inflação de 2018, é a franquia de terror de maior bilheteria nos Estados Unidos, com aproximadamente US$ 761,3 milhões. O próximo na fila é Friday the 13th com $ 755,6 milhões, seguido por A Nightmare on Elm Street com US$ 730,3 milhões. A franquia de filmes de Hannibal Lecter segue perto em quarto lugar com US$ 727,6 milhões. Saw com US$ 580,9 milhões, Scream com US$ 586,9 milhões, Psycho com US$ 554,4 milhões, The Texas Chainsaw Massacre com US$ 391 milhões, e a série de filmes Child's Play completando a lista com US$ 249,6 milhões.
| Filme | Data de lançamento     | Orçamento            | Bilheteria      | Bilheteria         | Bilheteria       |
| Filme | Data de lançamento     | Orçamento            | Estados Unidos  | Outros territórios | Mundialmente     |
| --- | ---------------------- | -------------------- | --------------- | ------------------ | ---------------- |
| Halloween (1978) | 25 de outubro de 1978  | US$ 325,000          | US$ 47,160,000  | US$ 23,000,000     | US$ 70,160,000   |
| Halloween II (1981) | 30 de outubro de 1981  | US$ 2.5 milhões      | US$ 25,533,818  |                    | US$ 25,533,818   |
| Halloween III: Season of the Witch | 22 de outubro de 1982  | US$ 2.5 milliões     | US$ 14,400,000  |                    | US$ 14,400,000   |
| Halloween 4: The Return of Michael Myers | 21 de outubro de 1988  | US$ 5 milhões        | US$ 17,768,757  |                    | US$ 17,768,757   |
| Halloween 5: The Revenge of Michael Myers | 13 de outubro de 1989  | US$ 5 milhões        | US$ 11,642,254  |                    | US$ 11,642,254   |
| Halloween: The Curse of Michael Myers | 29 de setembro de 1995 | US$ 5 milhões        | US$ 15,116,634  |                    | US$ 15,116,634   |
| Halloween H20: 20 Years Later | 5 de agosto de 1998    | US$ 17 milhões       | US$ 55,041,738  | US$ 20,000,000     | US$ 75,041,738   |
| Halloween: Resurrection | 12 de julho 2002       | US$ 13 milhões       | US$ 30,354,442  | US$ 7,310,413      | US$ 37,664,855   |
| Halloween (2007) | 31 de agosto de 2007   | US$ 15 milhões       | US$ 58,272,029  | US$ 22,188,919     | US$ 80,460,948   |
| Halloween II (2009) | 28 de agosto de 2009   | US$ 15 milhões       | US$ 33,392,973  | US$ 6,028,494      | US$ 39,421,467   |
| Halloween (2018) | 19 de outubro de 2018  | US$ 10 milhões       | US$ 159,342,015 | US$ 100,597,820    | US$ 259,939,835  |
| Halloween Kills | 15 de outubro de 2021  | US$ 20 milhões       | US$ 92,002,155  | US$ 41,421,809     | US$ 133,423,964  |
| Halloween Ends | 14 de outubro de 2022  | US$ 33 milhões       | US$ 64,079,860  | US$ 40,107,000     | US$ 104,186,860  |
| Total | Total                  | US$ 143.3 milhões(A) | US$ 624,106,635 | US$ 260,665,455    | US$ $884,772,090 |
| Lista de Indicador(es) - Uma célula cinza claro indica que as informações não estão disponíveis para o filme. - (A) indica um valor estimado com base nos números disponíveis. |                        |                      |                 |                    |                  |

### Documentário
Halloween: 25 Years of Terror é um DVD lançado em 25 de julho de 2006, apresentando um documentário sobre os filmes de Halloween, narrado por P. J. Soles e apresentando entrevistas de muitos dos membros do elenco, bem como dos cineastas dos filmes de Halloween e muitas imagens inéditas da franquia. Tem painéis de discussão com membros do elenco e equipes da maioria dos filmes de Halloween, além de outras celebridades e cineastas como Rob Zombie e Clive Barker, bem como críticos de cinema. Todas as discussões do painel ocorreram em uma convenção do 25º aniversário da franquia em Pasadena, Califórnia (um dos locais de filmagem do Halloween original) em outubro de 2003. Ele também tem versões estendidas de entrevistas apresentadas no documentário e muito mais. Em 2010, o The Biography Channel produziu um especial de televisão intitulado Halloween: The Inside Story, que estreou em 28 de outubro de 2010.

## Elenco e personagens
Lista de indicador(es)
Esta seção mostra personagens que apareceram em três ou mais filmes da série.
- Uma célula cinza escura vazia indica que o personagem não estava no filme ou que a presença oficial do personagem ainda não foi confirmada.
- C indica uma participação especial.
- V indica o uso de somente da voz.
- Y indica uma versão mais jovem do personagem.
- U indica uma participação mascarada

| Personagem             | Halloween              | Halloween II                     | Halloween 4:The Return of Michael Myers | Halloween 5:The Revenge of Michael Myers | Halloween:The Curse of Michael Myers | Halloween H20:20 Years Later | Halloween: Resurrection | Halloween            | Halloween II         | Halloween                       | Halloween Kills                         | Halloween Ends                  |
| Personagem             | 1978                   | 1981                             | 1988                                    | 1989                                     | 1995                                 | 1998                         | 2002                    | 2007                 | 2009                 | 2018                            | 2021                                    | 2022                            |
| ---------------------- | ---------------------- | -------------------------------- | --------------------------------------- | ---------------------------------------- | ------------------------------------ | ---------------------------- | ----------------------- | -------------------- | -------------------- | ------------------------------- | --------------------------------------- | ------------------------------- |
| Michael MyersThe Shape | Nick Castle Tony Moran | Dick Warlock                     | George P. Wilbur                        | Don Shanks                               | George P. Wilbur                     | Chris Durand                 | Brad Loree              | Tyler Mane           | Tyler Mane           | James Jude Courtney Nick Castle | James Jude Courtney Nick Castle         | James Jude Courtney Nick Castle |
| Michael Myers          | Will Sandin            | Adam Gunn                        | Erik Preston                            |                                          |                                      |                              |                         | Daeg Faerch          | Chase Wright Vanek   |                                 | Airon Armstrong Christian Michael Pates |                                 |
| Laurie Strode          | Jamie Lee Curtis       | Jamie Lee Curtis Nichole Drucker |                                         |                                          |                                      | Jamie Lee Curtis             | Jamie Lee Curtis        | Scout Taylor-Compton | Scout Taylor-Compton | Jamie Lee Curtis                | Jamie Lee Curtis                        | Jamie Lee Curtis                |
| Dr. Samuel Loomis      | Donald Pleasence       | Donald Pleasence                 | Donald Pleasence                        | Donald Pleasence                         | Donald Pleasence                     | Tom Kane                     |                         | Malcolm McDowell     | Malcolm McDowell     | Colin Mahan                     | Colin Mahan Tom Jones Jr.               |                                 |
| Xerife Leigh Brackett  | Charles Cyphers        | Charles Cyphers                  |                                         |                                          |                                      |                              |                         | Brad Dourif          | Brad Dourif          |                                 | Charles Cyphers                         |                                 |
| Marion Chambers        | Nancy Stephens         | Nancy Stephens                   |                                         |                                          |                                      | Nancy Stephens               |                         |                      |                      |                                 | Nancy Stephens                          |                                 |
| Annie Brackett         | Nancy Kyes             | Nancy Kyes                       |                                         |                                          |                                      |                              |                         | Danielle Harris      | Danielle Harris      |                                 |                                         |                                 |
| Tommy Doyle            | Brian Andrews          |                                  |                                         |                                          | Paul Rudd                            |                              |                         | Skyler Gisondo       |                      |                                 | Anthony Michael Hall                    |                                 |
| Lindsey Wallace        | Kyle Richards          |                                  | Leslie L. Rohland                       |                                          |                                      |                              |                         | Jenny Gregg Stewart  |                      |                                 | Kyle Richards                           | Kyle Richards                   |
| Dr. Terence Wynn       | Robert Phalen          |                                  |                                         | Don Shanks                               | Mitchell Ryan                        |                              |                         |                      |                      |                                 |                                         |                                 |
| Jamie Lloyd            |                        |                                  | Danielle Harris                         | Danielle Harris                          | J.C. Brandy                          |                              |                         |                      |                      |                                 |                                         |                                 |
| Allyson Nelson         |                        |                                  |                                         |                                          |                                      |                              |                         |                      |                      | Andi Matichak                   | Andi Matichak                           | Andi Matichak                   |
| Delegado Frank Hawkins |                        |                                  |                                         |                                          |                                      |                              |                         |                      |                      | Will Patton                     | Will Patton Thomas Mann                 | Will Patton                     |
| Xerife Barker          |                        |                                  |                                         |                                          |                                      |                              |                         |                      |                      | Omar Dorsey                     | Omar Dorsey                             | Omar Dorsey                     |
| Sondra                 |                        |                                  |                                         |                                          |                                      |                              |                         |                      |                      | Diva Tyler                      | Diva Tyler                              | Diva Tyler                      |
| Julian Morrisey        |                        |                                  |                                         |                                          |                                      |                              |                         |                      |                      | Jibrail Nantambu                | Jibrail Nantambu                        | Jibrail Nantambu                |

## Literatura

### Livros
Quando o Halloween original foi lançado em 1978, uma novelização do filme ocorreu apenas um ano depois. Escrito por Curtis Richards, o livro segue os eventos do filme, mas expande o Dia das Bruxas e o tempo de Michael no Smith's Grove Sanitarium. Halloween II, Halloween III: Season of the Witch e Halloween IV também receberam novelizações. Jack Martin escreveria Halloween II, que foi lançado junto com o filme. Martin incluiu uma vítima adicional de Michael neste livro. Halloween IV, lançado em outubro de 1988 e escrito por Nicholas Grabowsky, também seguiu os eventos do filme do qual foi adaptado. Uma novelização do filme de 2018 de John Passarella foi lançada em 23 de outubro de 2018.
Durante um período de quatro meses, a Berkley Books publicou três livros para jovens adultos escritos por Kelly O'Rourke. Os livros são histórias originais criadas por O'Rourke, sem continuidade direta com os filmes. O primeiro, lançado em 1º de outubro de 1997, intitulado The Scream Factory, segue um grupo de amigos que montou uma atração de casa mal-assombrada no porão da Prefeitura de Haddonfield, apenas para ser perseguido e morto por Michael Myers enquanto eles estavam lá. The Old Myers Place é o segundo livro, lançado em 1º de dezembro de 1997, e se concentra em Mary White, que se muda para a casa de Myers com sua família. Michael volta para casa e começa a perseguir e atacar Mary e seus amigos. O último livro de O'Rourke, The Mad House, foi lançado em 1º de fevereiro de 1998. e apresenta a jovem Christine Ray, que se junta a uma equipe de documentaristas que viajam para locais assombrados, e eles estão indo para Smith's Grove Sanitarium, onde eles são confrontados por Michael.

### Quadrinhos
A primeira história em quadrinhos de Halloween foi publicada pela Chaos! Comics de Brian Pulido. Simplesmente intitulado Halloween, pretendia ser um especial de uma edição, mas eventualmente duas sequências surgiram: Halloween II: The Blackest Eyes e Halloween III: The Devil's Eyes. Todas as histórias foram escritas por Phil Nutman, com Daniel Farrands — escritor de Halloween: The Curse of Michael Myers — auxiliando na primeira edição, e David Brewer e Justiniano trabalharam nas ilustrações. Tommy Doyle é o protagonista principal de cada uma das edições, focando em suas tentativas de matar Michael Myers. A primeira edição inclui a história da infância de Michael, enquanto a terceira começa após os eventos do filme Halloween H20. Esses quadrinhos foram baseados no conceito de Daniel Farrands para o Halloween: Resurrection. Ele foi abordado pelos produtores para lançar uma continuação do Halloween H20. Sua ideia era prender Tommy Doyle em Smith's Grove pelos crimes de Michael Myers, apenas para escapar e se reunir com Lindsay Wallace. Juntos, eles estudam os diários do Dr. Loomis e descobrem mais sobre a infância de Michael. O filme teria explorado o tempo de Michael em Smith's Grove e seu relacionamento com o Dr. Loomis, antes de retornar a Tommy e Lindsay, que são atacados pelo adulto Michael Myers. Ao derrotá-lo e remover sua máscara, eles descobrem Laurie Strode, que assumiu o manto de seu irmão. A lógica de Farrand era que, já que Jamie Lee Curtis foi contratada para fazer uma participação especial em Halloween: Resurrection, eles deveriam tornar essa participação tão significativa e surpreendente quanto possível. Embora o estúdio não tenha seguido com sua ideia, Farrands foi capaz de contar sua história em forma de história em quadrinhos.
One Good Scare, escrito por Stefan Hutchinson e ilustrado por Peter Fielding, foi lançado em 2003. O personagem principal desta história em quadrinhos é Lindsey Wallace, a jovem que viu pela primeira vez Michael Myers ao lado de Tommy Doyle no filme original de 1978. Hutchinson queria trazer a personagem de volta às suas raízes, e longe do "pesado clone de Jason" que as sequências do filme o fizeram. One Good Scare surgiu porque Hutchinson queria produzir uma história em quadrinhos para comemorar o vigésimo quinto aniversário da franquia, para ser vendida como um colecionável em uma convenção de Halloween em South Pasadena. Devido à recepção positiva de One Good Scare, Hutchinson esperava usar o quadrinho como uma "demo" para conseguir um acordo de distribuição, mas não conseguiu devido a questões de direitos.
Enquanto esperava adquirir os direitos para publicar mais quadrinhos de Halloween, Stefan Hutchinson trabalhou no documentário Halloween: 25 Years of Terror com Malek Akkad. Juntos, eles desenvolveram ideias para possíveis histórias de Halloween que seriam "conectadas em um conto maior, então a ideia era usar o aspecto serial das histórias em quadrinhos para criar histórias diferentes do que seria possível nos filmes". Em 25 de julho de 2006, como um encarte dentro do lançamento do DVD de Halloween: 25 Years of Terror, Hutchinson lançou Halloween: Autopsis. Escrito por Hutchinson com arte de Marcus Smith e Nick Dismas, a história é sobre um fotógrafo designado para tirar fotos de Michael Myers. Enquanto o fotógrafo Carter segue o Dr. Loomis, ele começa a assumir a obsessão de Loomis, até finalmente conhecer Michael Myers pessoalmente, o que resulta em sua morte.
O remake da franquia dirigida por Rob Zombie garantiu que nenhum quadrinho de Halloween fosse contrariado pelos próximos filmes, permitindo a liberdade criativa de Hutchinson. Malek Akkad foi abordado pela Devil's Due Publishing com a possibilidade de produzir uma linha de quadrinhos de Halloween, e ele e Hutchinson trabalharam para torná-los realidade. Hutchinson foi convencido pelo forte apoio de One Good Scare que os quadrinhos teriam um sucesso. Em 2008, Stefan Hutchinson lançou a primeira edição de sua nova história em quadrinhos, Halloween: Nightdance. Esta é uma minissérie de quatro edições e não contém nenhum personagem — além de Michael — dos filmes. As quatro edições são intituladas: A Shape in the Void, The Silent Clown, A Rainbow in One Color e When the Stars Came Crashing Down. A primeira edição, A Shape in the Void, ocorre em 31 de outubro de 2000, de modo que cai entre o Halloween H20 e o Halloween: Resurrection. A primeira edição segue Michael enquanto ele persegue Lisa, uma garota de dezoito anos com inseguranças e "um medo crônico da escuridão". Hutchinson explica que Nightdance foi uma tentativa de escapar da densa continuidade da franquia de filmes e recriar o tom do filme de 1978. Michael fica inexplicavelmente obcecado por Lisa, assim como fez com Laurie no Halloween original, antes das sequências estabelecerem que um vínculo entre irmãos era na verdade sua motivação para persegui-la. O objetivo era mais uma vez estabelecer Michael Myers como uma "força credível e perigosa".
Devil's Due's lançou em agosto de 2008 o Halloween: 30 Years of Terror para comemorar o trigésimo aniversário do Halloween. Este quadrinho one-shot é uma coleção de contos inspirados no original de John Carpenter. Trick or Treat apresenta os MacKenzies, personagens invisíveis do primeiro filme a quem Tommy e Lindsey pedem ajuda. P.O.V. mostra um assassinato do ponto de vista de Michael e de sua vítima, Visiting Hours mostra Laurie Strode refletindo sobre como sua vida poderia ter sido se seu irmão nunca a tivesse encontrado em 1978, enquanto Tommy and the Boogeyman revela que Tommy Doyle cresceu para escrever histórias em quadrinhos com Michael Myers. Na história final, Repetition Compulsion, o Dr. Loomis tenta prever onde Michael atacará no Dia das Bruxas de 1989. O escritor Hutchinson explica que H30 surgiu porque, ao contrário das décadas anteriores, não havia nenhum filme de Halloween lançado em 2008 para parabenizar a ocasião.
Devil's Due lançou a minissérie de três edições Halloween: The First Death of Laurie Strode no final de 2008. Escrito por Hutchinson com arte de Jeff Zornow, a história preenche a lacuna entre o Halloween II e o Halloween H20 ao focar em Laurie Strode após os assassinatos de 1978. Hutchinson explica que Laurie está "tentando melhorar e se curar, mas por onde você começa depois de passar por tanto horror? Como você tenta retomar a normalidade quando não sabe mais o que é isso?" Embora Michael apareça na série, não está claro se ele é real ou se a traumatizada Laurie está vendo coisas. Hutchinson não é fã da revelação de que Laurie e Michael são irmãos e tomou medidas para resolver esse problema na história. Ele queria evitar o "enredo da linhagem das sequências intermediárias", que ele sentia desmistificar o personagem The Shape, e abordar a história de forma que "torna-se quase acidental que ela seja sua irmã". Hutchinson acreditava que a evolução de Laurie Strode para Keri Tate era um terreno fértil para um enredo; ele diz, "não é a falsificação da morte que é interessante, mas é a queda que leva a isso acontecer. A falsificação da morte é apenas uma mecânica simples e pode ser descrita em uma frase, mas o estado de espírito e os eventos que levam a cheios de caráter rico e potencial dramático."

### Histórias online
Todas as histórias em quadrinhos de Halloween de Stefan Hutchinson acontecem na linha do tempo do Halloween H20, que retirou o Halloween 4 à 6 da continuidade. Hutchinson comenta que, embora o retcon fosse impopular entre "muitos fãs" por ignorar os filmes anteriores, ele preferia a "simplicidade deste enredo, em vez da mitologia desnecessariamente complicada que os últimos três filmes criaram". No entanto, ele admite que uma das desvantagens da linha do tempo do H20 é que os fãs não sabem exatamente o que aconteceu com o Dr. Sam Loomis após o Halloween II. Para remediar isso, Hutchinson lançou Halloween: Sam como uma forma de homenagear o personagem. Escrito por Hutchinson e com ilustrações de Marcus Smith, da Autopsis, Sam é um conto em prosa disponível exclusivamente para download no site HalloweenComics.com. Ele explora a vida do Dr. Loomis, incluindo sua história e relacionamento com Elizabeth Worthington, uma jornalista que conheceu durante a Segunda Guerra Mundial. Em 1995, Michael Myers visita o doente Dr. Loomis em um hospital e mata Elizabeth na frente dele. Loomis tenta detê-lo, mas morre de insuficiência coronariana.

## Videogame
Em 1983, a Wizard Video, que também havia lançado uma versão para videogame de The Texas Chain Saw Massacre, lançou um jogo de Halloween para o Atari 2600. No jogo, o jogador é uma babá que tem que proteger as crianças de Michael Myers, que conseguiu entrar na casa. Embora o jogo se chame Halloween e apresente o pôster do filme como arte de capa, bem como o tema musical principal do filme, o jogo em si nunca se refere a nenhum personagem, incluindo o assassino, por seus nomes no filme.

## Produtos
O Halloween também viu lucratividade por meio de vários produtos, como brinquedos, bonecas, estátuas, kits de modelos, cabeça oscilante, globos de neve, pôsteres de filmes, máscaras, camisetas, chapéus e muito mais. Michael Myers fez aparições na forma de bonecos e brinquedos da McFarlane Toys, Mezco Toyz, Sideshow Collectibles e NECA. Até o Dr. Loomis foi imortalizado em plástico ao lado de Michael Myers em um conjunto de dois dígitos produzido pela NECA.
A máscara de Michael Myers foi reproduzida ao longo dos anos por Don Post, a empresa de máscaras responsável pela criação das máscaras de vários dos filmes de Halloween (a fábrica de novidades Silver Shamrock vista em Halloween III foi na verdade filmada em uma das fábricas de Don Post). Embora as reproduções de Don Post da máscara de Michael Myers ainda sejam comumente encontradas em lojas de fantasias em todo Dia das Bruxas, a licença para produzir as máscaras de Michael Myers foi concedida à Cinema Secrets, a empresa contratada para a criação da máscara de Michael Myers para o Halloween: Resurrection. A partir de 2012, a Universal Pictures concedeu licença ao Trick or Treat Studios para produzir duas versões da máscara de Michael Myers do Halloween II, uma versão "limpa" e outra com as famosas "lágrimas de sangue".
Muitas versões do Halloween original, bem como várias de suas sequências, foram lançadas em DVD e Blu-ray pela Anchor Bay Entertainment, Universal Pictures e Dimension Films. Em dezembro de 2007, houve relatos de que a versão do produtor de Halloween: The Curse of Michael Myers poderia ter um lançamento em DVD no futuro.

Após o primeiro lançamento em Blu-ray do Halloween original, todos os outros filmes da série foram posteriormente lançados em Blu-ray também. Os distribuidores de vídeo doméstico Anchor Bay Entertainment e Scream Factory lançaram Halloween: The Complete Collection em Blu-ray em 23 de setembro de 2014. Este box reúne todos os dez filmes de Halloween lançados até o momento. Duas versões de The Complete Collection foram lançadas: um conjunto padrão de 10 discos com os primeiros oito filmes originais da série e os remakes de Rob Zombie de 2007 e 2009, e uma "Edição Limitada" de 15 discos, contendo os dez filmes em dez discos, e cinco discos extras apresentando as versões televisivas de Halloween e Halloween II, o inédito Halloween 6: The Producer's Cut, um disco bônus para Halloween de Rob Zombie e um disco bônus contendo todos os novos recursos especiais de todos os dez filmes. O conjunto de box ganhou o Prêmio Saturno de 2015 de Melhor Lançamento de Coleção de DVD/BD.